# Kanton Yerres
Canton d'Yerres je francouzský kanton v departementu Essonne v regionu Île-de-France. Vznikl 7. prosince 1975.

## Složení kantonu
| Obec   | Počet obyvatel (2008) | PSČ   | INSEE |
| ------ | --------------------- | ----- | ----- |
| Crosne | 9177                  | 91560 | 91191 |
| Yerres | 29375                 | 91330 | 91691 |